# Neoregelia wilsoniana
Neoregelia wilsoniana är en gräsväxtart som beskrevs av M.B.Foster. Neoregelia wilsoniana ingår i släktet Neoregelia och familjen Bromeliaceae. Inga underarter finns listade i Catalogue of Life.